# Hermandad de Nuestra Señora de las Angustias (Ayamonte)
La Hermandad de Nuestra Señora de las Angustias, es la Hermandad de la Patrona y alcaldesa perpetua de Ayamonte. Tiene estatutos aprobados con fecha de 7 de septiembre de 1875. Celebra su fiesta principal el 8 de septiembre, día de la Natividad de Nuestra Señora. La Hermandad venera a su titular, Nuestra Señora de las Angustias , en un camarín construido en 1731 y decorado en la segunda mitad del siglo XVIII, que fue destrozado en 1936, posteriormente restaurado y bendecido el 6 de enero de 1938.

## Curiosidades
La Hermandad tiene, desde el 21 de agosto de 1990, a S.M. El Rey de España Juan Carlos I, como Presidente de Honor.